# Sertânia
Sertânia est une municipalité brésilienne située dans l'État du Pernambouc.